# Urgleptes sinuosus
Urgleptes sinuosus là một loài bọ cánh cứng trong họ Cerambycidae.